# 墨门山水库
墨门山水库是中国贵州省黔东南苗族侗族自治州黎平县境内的一座水库，位于源江水系亮河上，建于1976年。水库正常库容为950万立方米，集雨面积为29平方千米，海拔为557.6米。